# Aloísio Alberto Dilli
Dom Aloísio Alberto Dilli, O.F.M. (Montenegro, 21 de junho de 1948) é um frade franciscano, brasileiro e atual bispo emérito da Diocese de Santa Cruz do Sul.

## Biografia
Dom Aloísio Dilli nasceu na localidade de Boa Vista, pertencente ao município de São João do Montenegro.
Fez os cursos preparatórios: ginasial e científico no Seminário Seráfico São Francisco de Assis, em Taquari. Dos anos de 1960 a 1969. O noviciado ocorreu no Convento São Boaventura, em Daltro Filho, Imigrante, em 1970. 
Cursou Filosofia, de 1971 a 1974, na Faculdade Nossa Senhora da Conceição, em Viamão; e Teologia, de 1973 a 1976, no Instituto de Teologia da PUCRS, em Porto Alegre. 
A profissão solene foi em 4 de outubro de 1975. As ordenações diaconal e sacerdotal ocorreram, respectivamente, em 27 de junho de 1976 e 1 de janeiro de 1977. Dom Dilli tem mestrado em Liturgia, pelo Pontifício Instituto Litúrgico de Roma, realizado de outubro de 1980 a março de 1983.
Dom Aloísio exerceu as seguintes atividades: de 1977 a 1980, em Daltro Filho, foi formador no Seminário Menor, professor e animador vocacional; em 1983, em Taquari, foi formador no Seminário Seráfico São Francisco de Assis.
Dos anos de 1984 a 1989, em Daltro Filho, exerceu as funções de mestre de noviços, guardião da Casa e definidor provincial; de 1990 a 1995, em Arroio do Meio.
Foi reitor do Centro Vocacional São Francisco de Assis, guardião regional, moderador provincial da Formação Permanente e agente de pastoral; de 1996 a 2001, em Porto Alegre, foi vigário provincial, guardião, secretário provincial, moderador provincial da Formação Permanente, presidente da Pessoa Jurídica provincial, mestre (2000-2001), agente de pastoral.
De 2002 a 2006, também em Porto Alegre, foi ecônomo provincial, continuou como presidente da Pessoa Jurídica Provincial e assistente espiritual. Desde outubro de 2006 foi mestre de noviços, guardião e agente de pastoral no Convento São Boaventura, em Imigrante.
No dia 27 de junho de 2007, o Papa Bento XVI o nomeia Bispo da Diocese de Uruguaiana.
A cerimonia de ordenação ocorreu na tarde de 2 de setembro de 2007, na Cidade de Poço das Antas, no Rio Grande do Sul, cerimonia transmitida ao vivo pelas rádios Fraternidade e São Miguel de Uruguaiana, teve como bispo sagrante Dom Ângelo Domingos Salvador, bispo emerito de Uruguaiana. Dom Aloísio nesta ordenação usou os paramentos (mitra e casula) de Dom Aloísio Lorscheider, dados pelo cardeal ao novo bispo de presente.
Tomou posse em 30 de Setembro de 2007, na Catedral de Sant'Ana, em Uruguaiana.
Aos 25 de junho de 2011 teve seu nome divulgado como membro suplente da Comissão Episcopal de Textos Litúrgicos da CNBB. No mesmo ano foi escolhido como bispo referencial para a Liturgia no Regional Sul-3 da CNBB.